# Spjutkastning för damer i friidrott vid olympiska sommarspelen 1980
Spjutkastning för damer vid olympiska sommarspelen 1980 i Moskva avgjordes fredagen den 25 juli. 

## Medaljörer
| Gren          | Guld                       | Guld    | Silver                      | Silver  | Brons                     | Brons   |
| Spjutkastning | María Caridad Colón · Kuba | 68,40 m | Saida Gunba · Sovjetunionen | 67,76 m | Ute Hommola · Östtyskland | 66,56 m |

## Resultat

### Kval

#### Grupp A
| Placering | Totalt | Kastare                   | Försök | Försök | Försök | Längd   |
| Placering | Totalt | Kastare                   | 1      | 2      | 3      | Längd   |
| --------- | ------ | ------------------------- | ------ | ------ | ------ | ------- |
| 1         | 1      | Ute Richter (GDR)         | 57.40  | 66.66  | —      | 66.66 m |
| 2         | 4      | Éva Ráduly-Zörgő (ROU)    | 63.84  | —      | —      | 63.84 m |
| 3         | 7      | María Caridad Colón (CUB) | 62.42  | —      | —      | 62.42 m |
| 4         | 8      | Ivanka Vantjeva (BUL)     | 61.16  | —      | —      | 61.16 m |
| 5         | 9      | Antoaneta Todorova (BUL)  | 60.56  | —      | —      | 60.56 m |
| 6         | 10     | Bernadetta Blechacz (POL) | 55.92  | 50.26  | 59.90  | 59.90 m |
| 7         | 11     | Tatjana Birjulina (URS)   | 57.72  | 52.44  | 59.86  | 59.86 m |
| 8         | 13     | Mária Janák (HUN)         | 54.22  | X      | 57.80  | 57.80 m |
| 9         | 15     | Petra Rivers (AUS)        | 53.14  | 55.80  | 55.80  | 51.08 m |
| 10        | 18     | Fatima Whitbread (GBR)    | 47.22  | 49.74  | 49.74  | 47.44 m |
| —         | —      | Sofia Sakorafa (GRE)      | X      | X      | X      | NM      |

#### Grupp B
| Placering | Totalt | Kastare                  | Försök | Försök | Försök | Längd   |
| Placering | Totalt | Kastare                  | 1      | 2      | 3      | Längd   |
| --------- | ------ | ------------------------ | ------ | ------ | ------ | ------- |
| 1         | 2      | Ruth Fuchs (GDR)         | 54.12  | 64.26  | —      | 64.26 m |
| 2         | 3      | Saida Gunba (URS)        | 63.98  | —      | —      | 63.98 m |
| 3         | 5      | Ute Hommola (GDR)        | 63.52  | —      | —      | 63.52 m |
| 4         | 6      | Jadviga Putiniene (URS)  | 62.96  | —      | —      | 62.96 m |
| 5         | 12     | Fausta Quintavalla (ITA) | 58.76  | X      | —      | 58.76 m |
| 6         | 14     | Tiina Lillak (FIN)       | 53.44  | 56.26  | X      | 56.26 m |
| 7         | 16     | Pamela Matthews (AUS)    | 55.72  | 53.72  | 51.70  | 55.72 m |
| 8         | 17     | Agnès Tchuinté (CMR)     | 55.36  | 52.16  | 49.22  | 55.36 m |
| 9         | 19     | Tessa Sanderson (GBR)    | 48.76  | X      | X      | 48.76 m |
| 10        | 20     | Patricia Guerrero (PER)  | 38.36  | 45.40  | 45.42  | 45.42 m |
| —         | 2      | Tsvetana Ralinska (BUL)  | —      | —      | —      | DNS     |

### Final
| 1  | María Caridad Colón (CUB) | 68.40 | X     | 64.58 | 62.70 | 66.02 | 63.06 | 68.40 m |
| 2  | Saida Gunba (URS)         | 66.08 | 67.76 | X     | 63.78 | X     | 65.06 | 67.76 m |
| 3  | Ute Hommola (GDR)         | 60.62 | 58.84 | 66.04 | 66.56 | 61.96 | 64.92 | 66.56 m |
| 4  | Ute Richter (GDR)         | 54.86 | 53.12 | 62.80 | 65.68 | 66.04 | 66.54 | 66.54 m |
| 5  | Ivanka Vantjeva (BUL)     | 65.38 | 60.88 | X     | 60.12 | 61.90 | 62.90 | 65.38 m |
| 6  | Tatjana Birjulina (URS)   | 56.28 | 65.08 | 58.42 | 60.36 | X     | 62.48 | 65.08 m |
| 7  | Éva Ráduly-Zörgő (ROU)    | X     | 64.08 | 54.80 | 59.44 | 57.02 | 54.30 | 64.08 m |
| 8  | Ruth Fuchs (GDR)          | 59.90 | X     | 61.48 | X     | 63.94 | 59.20 | 63.94 m |
|    |                           |       |       |       |       |       |       |         |
| 9  | Bernadetta Blechacz (POL) | 57.94 | 52.84 | 61.46 |       |       |       | 61.46 m |
| 10 | Antoaneta Todorova (BUL)  | 54.76 | 60.66 | 52.98 |       |       |       | 60.66 m |
| 11 | Jadviga Putiniene (URS)   | 59.94 | X     | 52.72 |       |       |       | 59.94 m |
| 12 | Fausta Quintavalla (ITA)  | 49.60 | 57.50 | 57.52 |       |       |       | 57.52 m |